# 1re Division aérienne du Canada
La 1re Division aérienne du Canada ou 1 DAC (1 Canadian Air Division en anglais) fait partie de l'Aviation royale canadienne (ARC) et est responsable, depuis sa création sous ce nom en 1997, des opérations aériennes des Forces armées canadiennes. Elle est également responsable de la région canadienne du Commandement de la défense aérospatiale de l'Amérique du Nord (NORAD).

## Historique

### Durant la Guerre froide en Europe
L’Organisation du traité de l'Atlantique nord repose durant la guerre froide sur le principe d’une force défensive. C’est pourquoi le Canada y fait au sein de la Canadian Forces Europe (en) la contribution de douze escadrons de chasseurs, regroupés dans la 1re Division aérienne dans les années 1950 qui dépend en temps de guerre de la Fourth Allied Tactical Air Force (en).
La première base de l’ARC à l’étranger en temps de paix voit le jour à North Luffenham, en Angleterre, quand la 1re Escadre de chasseurs embarque 48 Canadair Sabre, chasseur de jour par temps clair, de fabrication canadienne, à bord du porte-avions NCSM Magnificent (CVL 21), en septembre 1951 à Norfolk (Virginie) pour le Royaume-Uni. Des mois plus tard, le 441e Escadron arrive à North Luffenham. En juin 1952, le troisième escadron atterrit à l’étranger dans le cadre de l’opération historique Leap Frog One, au cours de laquelle les Sabre de l’escadron se transportent en Europe par la voie des airs depuis Bagotville, au Québec, en faisant escale à Goose Bay, au Labrador, au Groenland et en Islande.

#### Les bases continentales européennes
La 2e Escadre de chasse, à Grostenquin, en France, est la première base continentale à ouvrir ses portes, en octobre 1952. Imitant l’opération Leap Frog One, l’escadre, divisée en trois escadrons, franchit aussi l’Atlantique sans problème à bord de ses propres avions.
La deuxième base continentale européenne de l’ARC à ouvrir ses portes est celle de Deux‑Ponts, en Allemagne, en mars 1953, où la 3e Escadre de chasse se pose après un vol transatlantique réussi. La 4e Escadre de chasse, formée de trois escadrons de Sabre, arrive à Baden‑Söllingen, en Allemagne, en septembre 1953, pour compléter la contribution prévue de 12 escadrons à l’OTAN soit jusqu'à 300 avions et près de 3 500 miliitaires.
Le troisième et dernier déplacement a lieu au début de 1955, quand la 1re Escadre de chasse quitte North Luffenham, en Angleterre, pour prendre ses quartiers à Marville, en France.
Le 61e Escadron de contrôle aérien et d’alerte entre en fonction à Metz, en 1955, devenant l’unique unité de radar de l’ARC à se trouver à l’extérieur du Canada.
En novembre 1956, le premier escadron de chasseurs tout-temps Avro Canada CF-100 Canuck, conçus et construits au Canada, se joint à la Division aérienne. Le Canada fournit ces appareils à la demande expresse du Grand Quartier général des puissances alliées en Europe (SHAPE) pour pallier une pénurie de chasseurs tout-temps et de nuit. Ensuite, quatre escadrons de CF‑100 fusionnent avec les huit escadrons restants de Sabre pour assurer à l’ARC une présence de chasseurs de défense de 24 heures par jour et pour tenir un rôle de bombardiers d’escorte.
Cette organisation formée de six unités différentes a un quartier général à Paris jusqu’en 1953. Il devient vite évident, cependant, que la capitale française n’est pas facile d’accès pour les différentes unités installées sur le continent. Le château de Mercy, dans la région de Metz, répond à ce besoin particulier de manière plus satisfaisante et le quartier général de la 1re Division aérienne s’y trouve jusqu'au départ des troupes canadiennes et américaines de France en 1966.
L'entretien des chasseurs Sabre et Canuck étaient assuré par Scottish Aviation sur l'aéroport de Glasgow-Prestwick.

#### Situation en 1963

Carte des bases aériennes de l'OTAN en France jusqu'en 1966.

##### Metz, Quartier général de la1reDivision aérienne
Le quartier général de la 1re Division aérienne se trouve dans le Château de Mercy à quelque cinq kilomètres au sud-est de Metz, dont la population s’élève à peu près 100 000 personnes et qui compte parmi les principales villes du département de la Moselle. C’est à Metz que se trouve le 61e Escadron de contrôle aérien et d’alerte.

##### Marville,1reEscadre de chasse
La RCAF Station Marville est établie en France, à près de 100 kilomètres au nord-ouest de Metz, près de Marville, proprement dite y voit le jour en 1954 tandis qu'en avril 1955, la première escadre de l'Aviation royale du Canada ou 1re Escadre stationnée depuis février 1952 à North Luffenham en Angleterre déménagea sur la base de Marville. L'escadre comportait trois escadrons volant sur Canadair Sabre : 410e, 439e et 441e escadrons. Les 410e et 441e escadrons quittèrent North Luffenham en 1954 pour des bases temporaires en Allemagne de l'Ouest : Baden-Söllingen pour le 410e et Zweibrücken Air Base pour le 441e. Le 439e fit directement mouvement sur Marville en 1955.
En 1956, le 410e escadron (dissous à Marville le 2 octobre 1956) fut remplacé par le 445e escadron sur CF-100 Canuck. Le 445e fut dissous à son tour le 31 décembre 1962.
Les 439e et 441e escadrons changèrent de monture en 1962 pour passer sur le nouveau chasseur supersonique CF-104 Starfighter. Les escadrons de Marville changèrent également de mission en passant de la défense aérienne sur Sabre et Canuck au bombardement nucléaire tactique sur Starfighter.
La demande du gouvernement français en 1963 de faire passer toutes les armes et vecteurs nucléaires stationnés en France sous commandement de la France entraînèrent un nouveau changement de mission pour les deux escadrons de la 1re Escadre de Marville. À partir de cette date, ils se consacrèrent aux missions de reconnaissance uniquement.
L'aérodrome de Rocroi-Regniowez construit en 1956 sert de base aérienne de dispersion pour la 1re Escadre.
Les 439e et 441e escadrons quittèrent définitivement Marville le 1er avril 1967 pour la base aérienne 139 Lahr en Allemagne de l'Ouest qui passe des mains de l’armée de l’air française à la RCAF sous le nom de Base des Forces canadiennes Lahr.

##### Grostenquin,2eEscadre de chasse

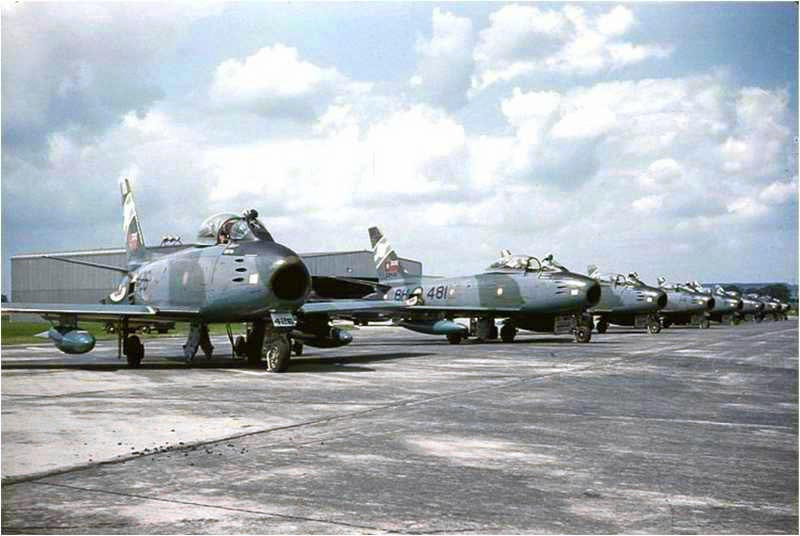
Des Canadair Sabre du 430e Escadron à RCAF Station Grostenquin en 1960.

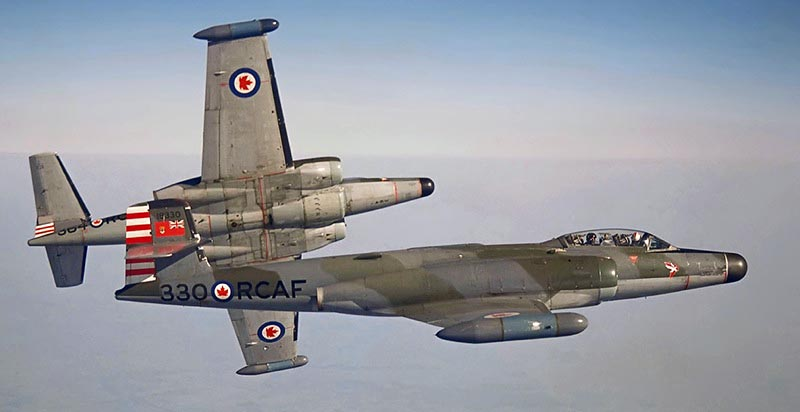
Des Avro CF-100 Canuck du en mission d'entrainement en Sardaigne le 9 octobre 1962.

La 2e escadre (2 Wing) se trouve à une soixantaine de kilomètres au sud-ouest de Metz, dans la Moselle dans la base aérienne Grostenquin. La ville la plus proche est Faulquemont, dont la population s’élève alors à 4 000 habitants; elle se trouve à sept kilomètres de l’unité. Faulquemont est le terminal ferré de la 2e Escadre de chasse. Saint-Avold, la plus grande des villes des environs et celle où se trouvent les logements familiaux militaires de la formation, se situe à quelque dix-huit kilomètres de la station.
Les opérations du 2 Wing de Grostenquin débutèrent en 1952. Trois escadrons de chasse se partageaient les marguerites construites autour de la piste de Grostenquin : les 416e, 421e et 430e escadrons. À leur arrivée en Europe, les trois escadrons volaient Canadair Sabre. Quand la décision fut prise en 1956 de remplacer dans chaque escadre un escadron de Canadair Sabre par un de Avro CF-100 Canuck, le 416e quitta Grostenquin et laissa la place au 423e escadron sur CF-100.
À l'automne 1963, les escadrons canadiens en Europe (ceux de Grostenquin compris) abandonnaient leurs Sabre pour de tout nouveaux Canadair CF-104 Starfighter. Les escadrons de CF-100 comme le 423e de Grostenquin furent dissous. Les Starfighter prirent une mission d'attaque nucléaire tactique. Toutes les armes nucléaires étaient la propriété des États-Unis.
Lorsque le général De Gaulle demanda que toutes les armes et les vecteurs nucléaires sur le sol français soient sous contrôle français, les CF-104 Starfighter quittèrent Grostenquin. La  2e escadre fut dissous en février 1964, le 421e escadron s'installant à Baden-Soellingen et le 430e à Zweibrucken, entraînant la fermeture de la base canadienne de Grostenquin.

##### Deux‑Ponts,3eEscadre de chasse

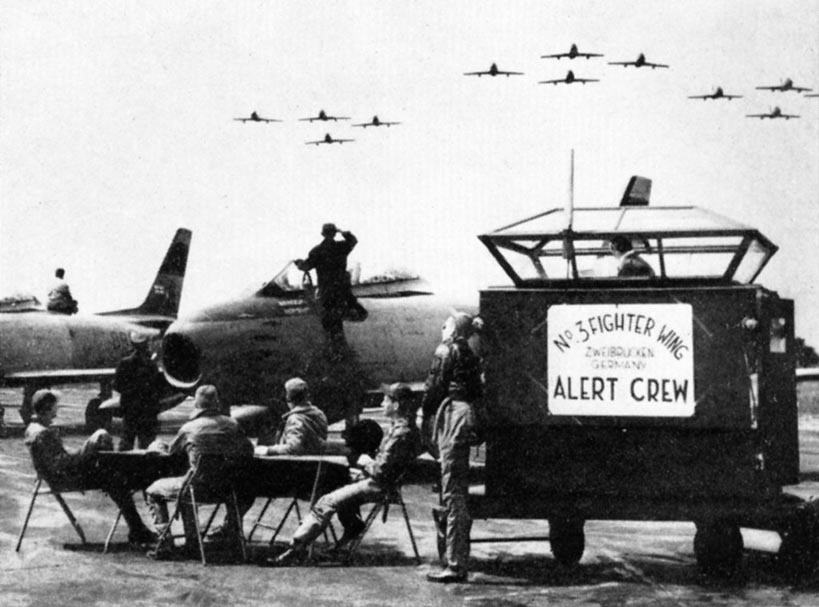
Patrouilles de Canadair Sabre de la 3e Escadre de chasse au-dessus de la RCAF Station Zweibrücken vers 1957.

La 3e Escadre de chasse est installée à RCAF Station Zweibrücken à cinq kilomètres au sud-est de la ville de Deux-Ponts en Rhénanie-Palatinat, à la frontière occidentale de l’Allemagne, comptant alors 30 000 habitants du 6 janvier 1953 au 29 août 1969.
Le 6 janvier 1953, le 3rd Wing de l'ARC, sous le commandement du Group Captain A.C. Hull, prend le contrôle de la base qui prend la désignation de RCAF Station Zweibrücken.
Trois escadrons sur Canadair Sabre volent à partir de Zweibrücken : les 413, 427 et 434 Squadron. Le 413 est remplacé par 440 Squadron sur CF-100 Canuck en 1957.
Pendant l'automne 1962, tous les escadrons de Sabre commencent leur conversion vers les nouveaux CF-104 Starfighter. Le 440 Squadron est dissous en décembre 1962. En 1964, après la dissolution du 2 Wing et la fermeture de la base de Grostenquin, le 430 Squadron fait mouvement sur Zweibrücken.
L'ARC quitte Deux-Ponts le 27 août 1969, laissant la base à la 16th Air Force de l'United States Air Forces in Europe.

##### Baden-Söllingen,4eEscadre de chasse

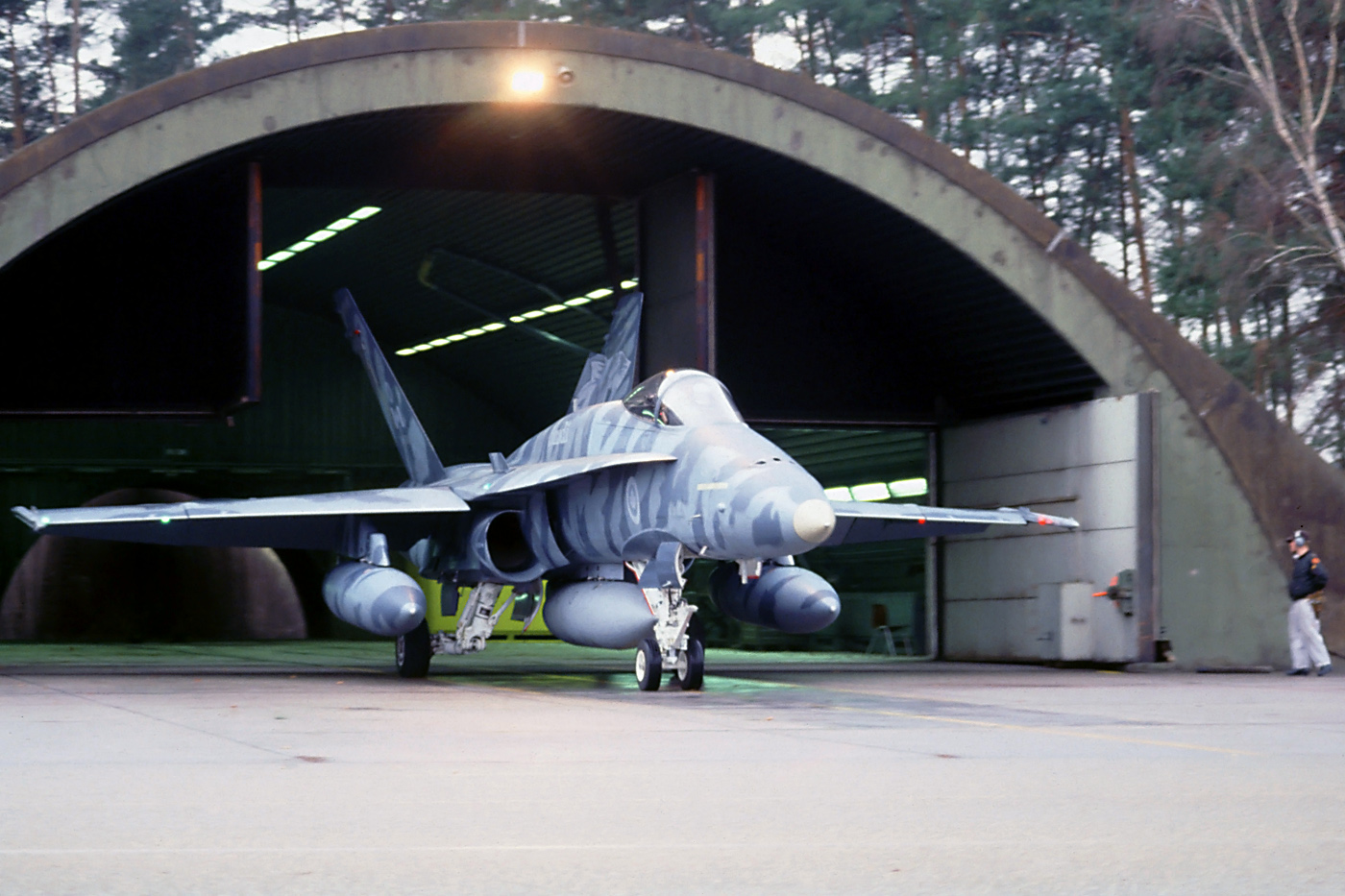
19 janvier 1993, départ vers le Canada des 24 McDonnell Douglas CF-18 Hornet alors basés à CFB Baden–Soellingen; ici un appareil du 429e escadron en livrée Tiger Meet.

À l’orée de la Forêt-Noire, en Allemagne, près du Rhin, se trouve la 4e Escadre de chasse à CFB Baden–Soellingen (en), à une demi-heure de voiture de la ville de Baden-Baden. En service de 1953 au 31 mars 1993, la base est devenue en 1997 l'aéroport de Karlsruhe-Baden-Baden.

##### Sardaigne, Unité de tir aérien
L’unité de tir aérien destiné à l'entrainement de chasse se trouve à Decimomannu Air Base (en), en Sardaigne, à une vingtaine de kilomètres au nord de Cagliari qui ouvre en avril 1957 un Air Weapons Training Installation (AWTI). En accord 1959, un accord entre l’Italie, le Canada et l'Allemagne de l'Ouest fait de ce site une zone d'entrainement international.

### Après 1963

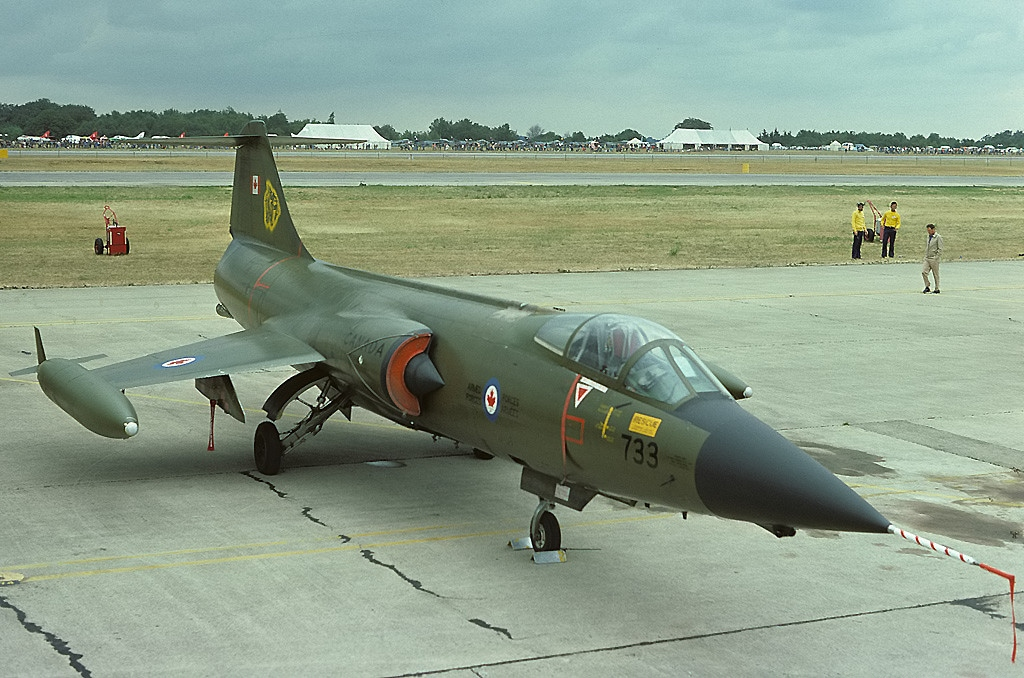
Un CF-104 du 439 Squadron du 1 GAC en 1976.

L’ARC quitte la France en 1967 et, une fois réorganisée avec les deux autres services des Forces armées canadiennes, la 1re Division aérienne devient le 1er Groupe aérien du Canada (1 GAC), dont le QG se trouve à la base des Forces canadiennes Lahr, Lahr/Schwarzwald, en Allemagne de l’Ouest.
En 1968, à titre de mesure d’austérité, la 3e Escadre de chasse Deux‑Ponts ferme ses portes. Ses deux escadrons sont affectés à la 1re et 4e Escadres de chasse.
Ensuite, en 1969, les Forces canadiennes en Europe fusionnent afin de former un seul commandement disposant de deux bases. Par conséquent, le contingent de l’Armée canadienne, alors dans le nord de l’Allemagne au sein de la British Army of the Rhine qui est passée de 10 000 à moins 3 000 hommes et regroupé sous le nom de 4e Groupe-brigade mécanisé du Canada, rejoint les 1re et 4e Escadres de chasse au sud en 1970. De plus, on ferme la 1re Escadre de chasse, à Lahr, et la Force aérienne canadienne en Europe voit son effectif passer de six à trois escadrons.
Les trois escadrons restants sont regroupés à la CFB Baden–Soellingen (en), sous l’autorité du 1 GAC, le 29 juin 1970. Le 1 GAC poursuit ses activités jusqu’en 1988, quand le Canada accroît sa participation à l’OTAN et qu’on procède à la reconstitution de la 1re Division aérienne.
Lorsque survient, en 1989, la chute des régimes communistes en Europe et par conséquent la fin de la Guerre froide, les éléments des Forces canadiennes en Europe rentrent au pays, puis, en 1993, on ferme les BFC Lahr et Baden‑Söllingen. La 1re Division aérienne met fin à ses opérations aériennes le 1er janvier 1993.

### Structure en 1989
- No. 1 Air Division RCAF, CFB Baden-Söllingen, sous le commandement en cas de guerre de la Fourth Allied Tactical Air Force (en)
  - 3 Wing CFB Lahr
    - 3 Wing Operations
    - 3 Communication and Air Traffic Control Squadron
    - 416 Tactical Fighter Squadron ou 441 Tactical Fighter Squadron venu CFB Cold Lake, 18x CF-18
    - 425 Tactical Fighter Squadron ou 433 Tactical Fighter Squadron venu CFB Bagotville, 18x CF-18

  - 4 Wing CFB Baden-Söllingen
    - 4 Wing Operations
    - 4 Communication and Air Traffic Control Squadron
    - 409 Tactical Fighter Squadron, 18x CF-18
    - 421 Tactical Fighter Squadron, 18x CF-18
    - 439 Tactical Fighter Squadron, 18x CF-18
    - Air Reserve Augmentation Flight (Reserve Pilots)
    - Training Flight, 5x CT-133 Silver Star
    - 1 Air Maintenance Squadron CFB Baden-Soellingen
    - 4 Construction Engineer Squadron, détaché du Génie militaire canadien

  - 444 Tactical Helicopter Squadron (détaché du 4e Groupe-brigade mécanisé du Canada), CFB Lahr (CH136 Kiowa, UH1N)
  - Detachment Lahr, 412 Transport Squadron, 2x CC-142 Dash 8
    - 5 Air Movement Unit

## Depuis 1997
Le quartier général de la 1 DAC est située sur la base des Forces canadiennes (BFC) Winnipeg au Manitoba. La division est responsable depuis sa recrération de l'ensemble de la flotte aérienne de l’Aviation royale canadienne comprend en 2011 treize escadres réparties sur l'ensemble du territoire canadien. 
Elle est commandée en 2011 par le major-général Yvan Blondin. Au 1er aout 2018, son commandant depuis le 21 juin 2016 est le major-général Christian Drouin

### Escadres

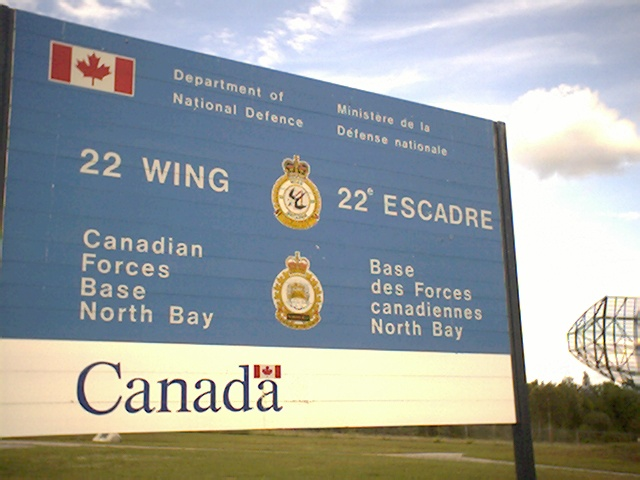
Entrée de la 22e Escadre North Bay

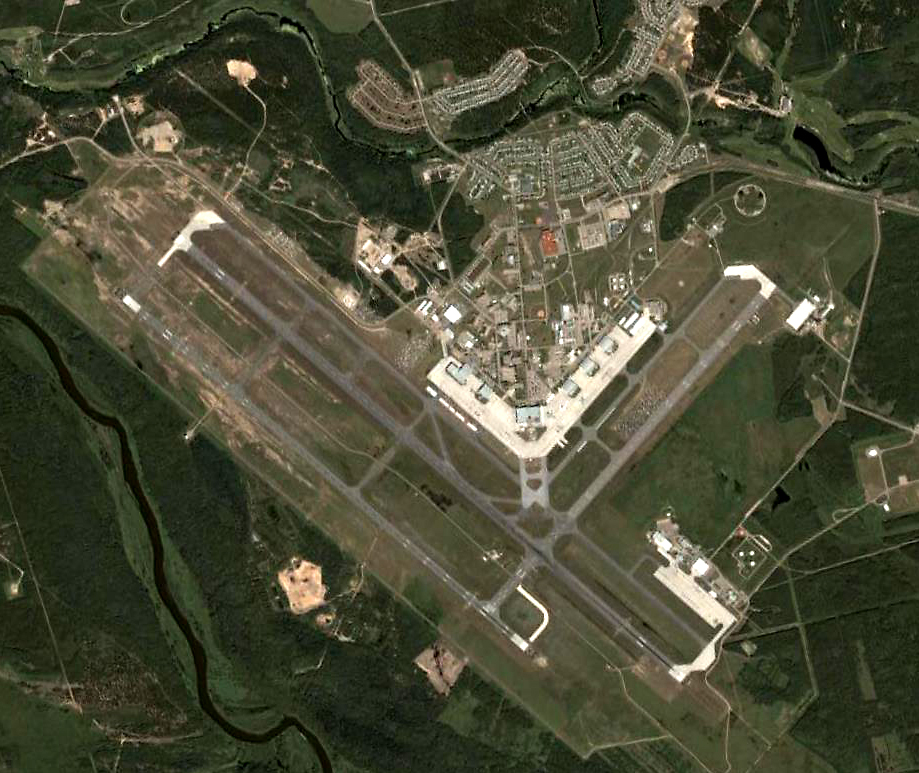
Vue aérienne de la 4e Escadre Cold Lake

| Escadre                | Province                |
| ---------------------- | ----------------------- |
| 1re Escadre Kingston   | Ontario                 |
| 3e Escadre Bagotville  | Québec                  |
| 4e Escadre Cold Lake   | Alberta                 |
| 5e Escadre Goose Bay   | Terre-Neuve-et-Labrador |
| 8e Escadre Trenton     | Ontario                 |
| 9e Escadre Gander      | Terre-Neuve-et-Labrador |
| 12e Escadre Shearwater | Nouvelle-Écosse         |
| 14e Escadre Greenwood  | Nouvelle-Écosse         |
| 15e Escadre Moose Jaw  | Saskatchewan            |
| 16e Escadre Borden     | Ontario                 |
| 17e Escadre Winnipeg   | Manitoba                |
| 19e Escadre Comox      | Colombie-Britannique    |
| 22e Escadre North Bay  | Ontario                 |